# Jean-Jacques Campana
Pour les articles homonymes, voir Campana.
Jean-Jacques Campana est un haut fonctionnaire monégasque.
Il a été directeur des Caisses Sociales de Monaco, puis conseiller de gouvernement pour les Affaires sociales et la Santé de 2007 à 2010.

## Décorations
- Officier de l'ordre de Saint-Charles Il est fait officier le 17 novembre 2019[3].